# Gotse Delchev
Gueorgui Nikolov Delchev (em búlgaro e macedônio: Георги Николов Делчев), mais conhecido como Gotse Delchev (Гоце Делчев) e também escrito como Goce Delčev (Гоце Делчев), foi um revolucionário búlgaro, que foi um dos líderes do que é conhecido hoje como Organização Revolucionária Interna da Macedônia (ORIM), uma organização paramilitar ativa em territórios otomanos nos Balcãs, no final do século XIX e início do século XX.

## Biografia
Nascido em 23 de janeiro de 1872 (jul.), em Kukush (Kilkis), onde completou sua educação primária antes de frequentar o ensino médio em Tessalônica, especializando-se em literatura e ciências sociais.[carece de fontes?]
Posteriormente, Delchev desenvolveu um interesse em disciplinas científicas, quando alistou-se em uma academia militar em Sófia, do qual foi expulso por seu nacionalismo radical. Após de ser expulso da academina, trabalhou lecionando em uma escola na cidade de Novo Selo, perto de Štip, na atual Macedônia do Norte. A participação de Delchev na ORIM foi relevante para este grupo armado, desde que ele era a favor da luta contra o Império Otomano; que resultou na Revolta de Ilinden em 3 de agosto de 1903.
Delchev foi assassinado em 20 de abril de 1903 (jul.)/4 de maio (greg.) na cidade de - atualmente abandonada - Banitsa, na atual região da Macedônia Central pelas autoridades otomanas.[carece de fontes?]

## Influência
Há uma cidade búlgara na província de Blagoevgrad, chamada Gotse Delchev, em honra ao revolucionário búlgaro. Delchev aparece também na letra do hino nacional da Macedônia do Norte.